# Гидрастинин
Гидрастинин — полусинтетический алкалоид, полученный впервые Фрейндом в 1886 году как продукт гидролиза гидрастина, запатентованный затем фирмой Bayer как кровоостанавливающее средство в начале 1910-х годов. Солянокислая соль гидрастинина (hydrastininum muriaticum) в виде жёлтых кристаллов, растворимых в воде, имела преимущество перед гидрастином, так как реже вызывала побочные явления.
Первое упоминание MDMA содержится в патенте конкурента Bayer Merck на новый путь синтеза гидрастинина. Гидрастинин также встречается как примесь в MDMA, получаемом путём аминирования метиламином 3,4-метилендиоксифенилпропан-2-она при низком давлении.